# ساشا غويتري
ساشا غويتري (بالفرنسية: Sacha Guitry )‏ (و. 1885 – 1957 م) هو كاتب سيناريو، وكاتب مسرحي، ومخرج أفلام، ومخرج مسرحي، وواضع كلمات الأوبرا، وممثل مسرحي، وممثل أفلام، ومؤلف، من فرنسا، ولد في سانت بطرسبرغ، وكان عضوًا في أكاديمية غونكور، توفي في باريس، عن عمر يناهز 72 عاماً، بسبب سرطان.

## جوائز
حصل على جوائز منها:
- نيشان القديس كارلوس من رتبة قائد (16 مايو 1940)
- وسام جوقة الشرف من رتبة قائد (31 يوليو 1936)[12]
- نيشان جوقة الشرف من رتبة ضابط (13 يناير 1931)[12]
- وسام جوقة الشرف من رتبة فارس (1 أكتوبر 1923).[12]

## وصلات خارجية
- ساشا غويتري على موقع IMDb (الإنجليزية)
- ساشا غويتري على موقع الموسوعة البريطانية (الإنجليزية)
- ساشا غويتري على موقع روتن توميتوز (الإنجليزية)
- ساشا غويتري على موقع مونزينجر (الألمانية)
- ساشا غويتري على موقع ألو سيني (الفرنسية)
- ساشا غويتري على موقع ميوزك برينز (الإنجليزية)
- ساشا غويتري على موقع أول موفي (الإنجليزية)
- ساشا غويتري على موقع قاعدة بيانات برودواي على الإنترنت (الإنجليزية)
- ساشا غويتري على موقع قاعدة بيانات الأفلام السويدية (السويدية)
- ساشا غويتري على موقع ديسكوغز (الإنجليزية)